# Салмакида
Салмакида (грч. Σαλμακίς) је у грчкој митологији била нимфа.

## Митологија
Салмакида је била нимфа Најада са извора града Халикарнас у Карији на југозападу Анатолије. Према неким изворима, била је једна од лимнада. Била је највероватније кћерка речног бога Меандера. Ова нимфа је пожелела љубав младог Хермафродита, али је стидљиви дечак одбијао њене пољупце. Међутим, привукао га је њен предивни извор и он је ушао у воду да се окупа. Нимфа га је тада страсно загрлила и затражила од богова да се заувек сједини са њим. Богови су јој испунили молбу и њих двоје су постали једно тело са одликама оба пола. Када је видео шта му се десило, Хермафродит је замолио своје божанске родитеље, Хермеса и Афродиту да свако ко се окупа у извору ове нимфе доживи исту судбину. Ову причу је записао Овидије у „Метаморфозама“.

## Салмакидина фонтана
Ова фонтана се налази крај древног маузолеја у Халикарнасу и данас представља туристичку атракцију у Бодруму у Турској. Сматра се да вода из ове фонтане има смирујуће дејство. У античко доба се сматрало да мушкарце чини феминизираним и „меким“.

## У популарној култури
Група Genesis је на албуму Nursery Cryme 1971. издала и песму „The Fountain of Salmacis“.

## Биологија
Латинско име ове личности (Salmacis) је назив за род у оквиру групе морских јежева.